# Eddy Habbema
Pour les articles homonymes, voir Habbema.
 (février 2019).
Si vous disposez d'ouvrages ou d'articles de référence ou si vous connaissez des sites web de qualité traitant du thème abordé ici, merci de compléter l'article en donnant les références utiles à sa vérifiabilité et en les liant à la section « Notes et références ».
Edmond Habbema dite Eddy Habbema, né le 15 août 1947 à Amsterdam, est un réalisateur et acteur néerlandais.

## Filmographie

### Réalisateur
- 1978 : De kindervriend
- 1979 : Een kannibaal als jij en ik
- 1979 : Muziektheater: Dada
- 1980 : Het spel van Robin en Marion
- 1991 : Een hotelbar in Tokio

### Acteur
- 1963 : Arthur en Eva : Kees
- 1977 : Le choix du destin : Robby Froost
- 1982 : Het verleden (nl) : L'ami de Harry

## Vie privée
Il est le frère cadet de l'actrice Cox Habbema.